# Studio Babelsberg

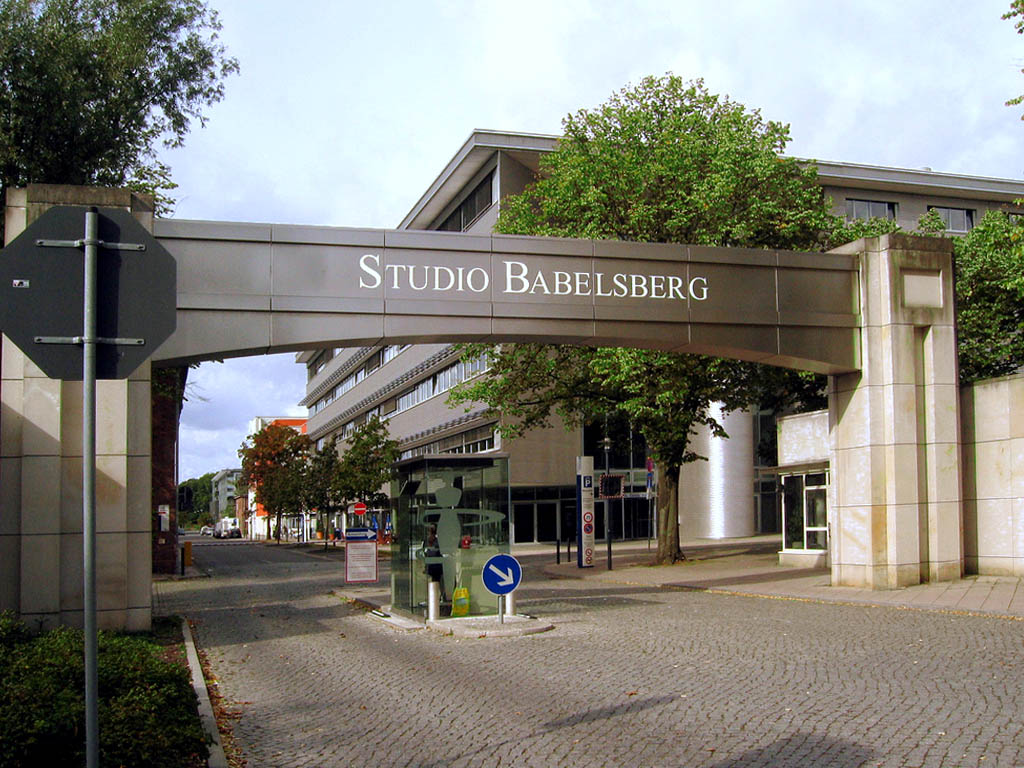
Ingången till Studio Babelsberg.

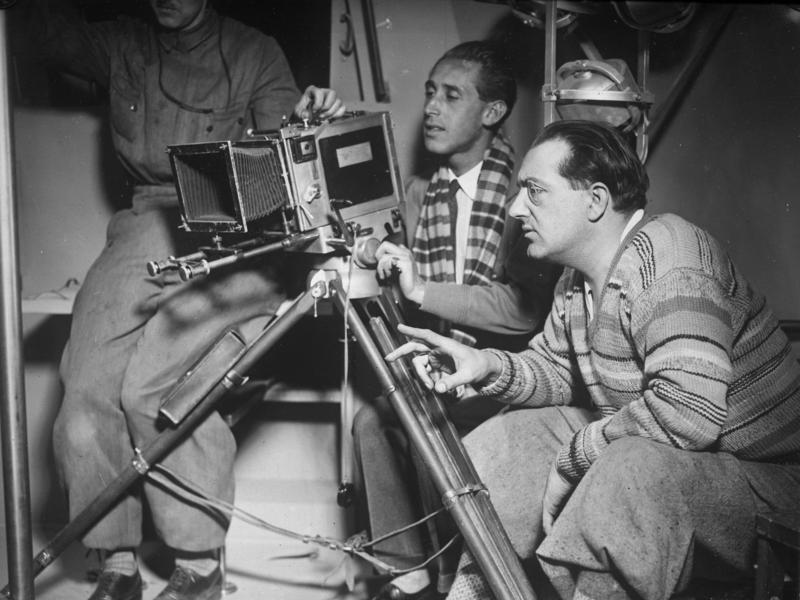
Fritz Lang vid inspelningen av Månraketen 1929.

För nöjesparken, se Filmpark Babelsberg.
Studio Babelsberg, belägen i stadsdelen Babelsberg i Potsdam, Tyskland, är världens äldsta stora filmstudio, öppnad 1912, och Europas största filmstudio. 

## Historia
Filmstudion öppnades 1912 i anslutning till det fashionabla villaområdet Neubabelsberg utanför Berlin och har varit produktionsplats för en rad klassiska filmer genom åren, som Metropolis och Blå ängeln. 1922 förlade UFA delar av sin filmproduktion hit. Alfred Hitchcock spelade in sina första filmer här 1924-1925.
Under Weimarrepubliken föddes den tyska expressionistiska filmstilen, präglad av pragmatism grundad i Neue Sachlichkeit, bolagssammanslagningar i samband med ljudfilmens genombrott och en ökande politisering. Under denna period arbetade regissörer som Friedrich Wilhelm Murnau (Nosferatu och Sista skrattet), Fritz Lang (Dr. Mabuse, Die Nibelungen, Metropolis, M), samt Georg Wilhelm Pabst (Die freudlose Gasse, Die Büchse der Pandora, Don Quijote) i Babelsberg.
Genom UFA:s tysknationalistiskt präglade filmproduktion kom Babelsberg att bli inspelningsplats för över tusen propagandafilmer under Nazityskland. Under denna epok filmades bland annat Jud Süss här.
Efter andra världskriget återupptogs filmproduktionen av det östtyska produktionsbolaget DEFA. Under denna epok filmades filmer som Die Legende von Paul und Paula och den Oscarsnominerade Jakob der Lügner.

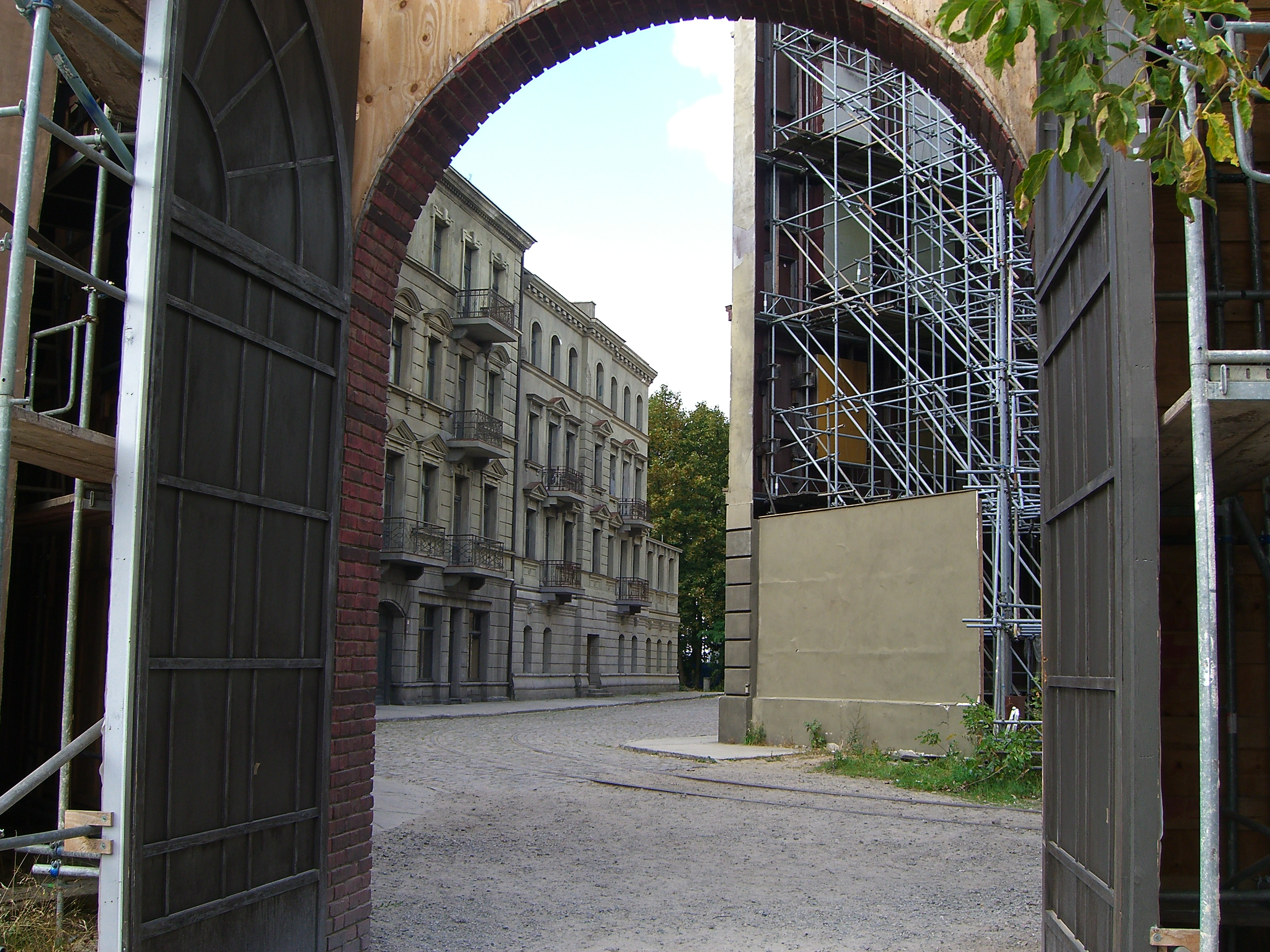
Filmkulissgatan Berliner Strasse användes bland annat vid inspelningarna av filmerna The Reader, Inglourious Basterds, Flamman och Citronen och TV-serien Krigets unga hjärtan.

I början av 1990-talet privatiserades Babelsbergstudiorna. Sedan 2005 drivs de av det börsnoterade Studio Babelsberg AG. Under 2000-talet har Studio Babelsberg bland annat varit inspelningsplats för The Bourne Ultimatum, Inglourious Basterds, The Ghost Writer, Cloud Atlas och The Monuments Men, samt Oscarbelönade filmer som Falskmyntarna, The Reader och The Grand Budapest Hotel.
I anslutning till studiorna ligger sedan 1993 Filmpark Babelsberg, en filmnöjespark.